# Kaizoku Sentai Gokaiger vs. Space Sheriff Gavan: The Movie
Pour plus de détails, voir Fiche technique et Distribution.
Kaizoku Sentai Gokaiger vs. Space Sheriff Gavan: The Movie (海賊戦隊ゴーカイジャーVS宇宙刑事ギャバン THE MOVIE, Kaizoku Sentai Gōkaijā Tai Uchū Keiji Gyaban Za Mūbī) est un film japonais réalisé par Shōjirō Nakazawa, sorti en 2012.
Le film est un crossover entre les séries télévisées Kaizoku Sentai Gokaiger et X-Or à l'occasion du 30ème anniversaire de cette dernière.

## Synopsis
Le vaisseau Gokai Galleon est poursuivi par le Super Vaisseau Interdimensionnel à Grande Vitesse Dolgiran et s'écrase. L'équipe des Gokaigers se retrouve alors face au shérif de l'espace Gavan (alias X-Or).

## Fiche technique
- Titre : Kaizoku Sentai Gokaiger vs. Space Sheriff Gavan: The Movie
- Titre original : 海賊戦隊ゴーカイジャーVS宇宙刑事ギャバン THE MOVIE (Kaizoku Sentai Gōkaijā Tai Uchū Keiji Gyaban Za Mūbī)
- Réalisation : Shōjirō Nakazawa
- Scénario : Naruhisa Arakawa sur une idée de Saburo Yatsude et Shotaro Ishinomori
- Musique : Chumei Watanabe et Kōsuke Yamashita
- Photographie : Fumio Matsumura
- Production : Akihiro Fukada, Tsuyoshi Nakano, Takahito Ohmori, Hajime Sasaki, Takaaki Utsunomiya et Kōichi Yada
- Société de production : Ishinomori Productions, TV Asahi et Tōei
- Pays :  Japon
- Genre : Action, aventure et science-fiction
- Durée : 64 minutes
- Dates de sortie : 
  -  Japon : 21 janvier 2012

## Distribution
- Ryōta Ozawa : Captain Marvelous / Gokai Red
- Yuki Yamada : Joe Gibken / Gokai Blue
- Mao Ichimichi : Luka Millfy / Gokai Yellow
- Yui Koike : Ahim de Famille / Gokai Pink
- Kazuki Shimizu : Don Dogoier / Gokai Green
- Junya Ikeda : Gai Ikari / Gokai Silver
- Kenji Ōba : Retsu Ichijōji / le shérif de l'espace Gavan (X-Or) / Shirou Akebono / Battle Kenya / Daigorou Oume / Denzi Blue
- Kei Hosogai : Basco ta Jolokia
- Nao Oikawa : Kegalesia
- Banjō Ginga : Gekkou (voix)
- Mami Yamasaki : Shizuka
- Tatsuomi Hamada : Captain Marvelous jeune
- Shirō Sano : Weeval / Ashurada
- Yukari Tamura : Navi (voix)
- Shinji Ogawa : l'empereur Ackdos Gill (voix)
- Masashi Ebara : Dyrandoh (voix)
- Kikuko Inoue : Insarn (voix)
- Takahiro Sakurai : Jealousto (voix)